# Ceraphron alticola
Ceraphron alticola är en stekelart som beskrevs av Jean-Jacques Kieffer 1913. Ceraphron alticola ingår i släktet Ceraphron och familjen pysslingsteklar. Inga underarter finns listade i Catalogue of Life.